# Николај Андријанов
Николај Јефимович Андријанов (рус. Никола́й Ефи́мович Андриа́нов; 14. октобар 1952 - 21. март 2011) је био совјетски/руски гимнастичар. Држао је рекорд код мушкараца са највише олимпијских медаља: 15 (7 златних, 5 сребрних, 3 бронзане) док га Мајкл Фелпс није надмашио на Летњим олимпијским играма у Пекингу 2008. године. Андријанов је трећи спортиста (мушки или женски) по укупним олимпијским медаљама након Фелпсових 28 и Ларисе Латињине која је добила 18. Андријанов је освојио највише медаља на Летњим олимпијским играма 1976. године: 6 појединачних медаља и једном екипном медаљом. У оквиру спорта спортска гимнастика за мушкарце такође држи рекорд са највише појединачних олимпијских медаља (12) и дели мушки рекорд са највише појединачних олимпијских златних медаља у гимнастици (6), са Борисом Шаклиним и Дмитријем Билозерчевим (ако се рачунају Алтернативне олимпијске игре 1984.).

## Детињствои олимпијска каријера
Андријанов је са 11 година ушао у Дечију и омладинску спортску школу спортског друштва Буревестник у Владимиру. Први међународни успех постигао је 1971. године на Европском првенству у Мадриду, где је освојио две златне медаље. Између 1971. и 1980. победио је на многим међународним гимнастичким такмичењима, укључујући олимпијске игре, светска и европска првенства.
Андријанова прва олимпијска медаља је била златна у такмичењу на партеру 1972. године. Доминирао је у гимнастичким такмичењима 1976, укључујући спортску гимнастику, четири злата, два сребра и бронзу. Ове медаље су укључивале злата у вежбама на партеру, карикама и прескоку, као и злато у спортској гимнастици из 1976. године. Његов рекорд од четири гимнастичка злата држао се све док Витали Шербо није освојио шест 1992. године.
Андријанов је положио олимпијску заклетву за спортисте на Летњим олимпијским играма 1980. у Москви. У такмичењу из гимнастике освојио је још два злата, две сребра и бронзу. Андријанове златне медаље на тој Олимпијади били су у прескоку и екипној конкуренцији, сребрне су биле у спортској гимнастици и у партеру, а бронзана медаља на вратилу. Пензионисао се убрзо након тих Олимпијских игара.

## Каснији живот
Андријанов се оженио познатом совјетском гимнастичарком, двоструком олимпијском шампионком Љубов Бурдом. Заједно су радили као дечији тренери гимнастике, а Андријанов је био главни тренер јуниорске репрезентације совјетске националне репрезентације у периоду 1981–1992. У периоду 1990–1992. такође је тренирао совјетску сениорску гимнастичку екипу, а 1990–1993. је био шеф Совјетске, а касније и Руске гимнастичке федерације.
Андријанов је 2001. године ушао у Кућу славних гимнастике. Између 1994. и 2002. тренирао је јапанску олимпијску гимнастичку репрезентацију, на позив свог бившег ривала Мицуа Цукахаре. Андријанов је тренирао Цукахаровог сина, Наоиа Цукахару, и отац и син су га сматрали заслужним за подизање Наоиеве вештине и самопоуздања што је омогућило да се такмичи на међународном нивоу. 2002. године постао је директор гимнастике у Специјализованој спортској школи за децу и омладину Н.Г. Толкачјов у Владимиру, где је и почео да се бави спортом у младости.

## Болестисмрт
Андријанов је у последњим годинама добио дегенеративни неуролошки поремећај и последњих месеци није био у стању да помера руке или ноге или да говори. Андрианов је умро 21. марта 2011. у 58. години живота у свом родном граду Владимиру.

## Достигнућа (не-олимпијска)
| Година | Такмичење           | АА  | Тим | ФКС | ПХ  | РГ  | ВТ  | ПБ  | ХБ  |
| ------ | ------------------- | --- | --- | --- | --- | --- | --- | --- | --- |
| 1971   | Европско првенство  | 3рд |     | 3рд | 1ст | 2нд | 1ст | 2нд |     |
| 1971   | СССР шампионат      |     |     |     |     |     | 1ст |     |     |
| 1972   | СССР шампионат      | 1ст |     | 1ст | 2нд | 2нд | 2нд | 2нд | 1ст |
| 1972   | Куп СССР-а          | 1ст |     |     |     |     |     |     |     |
| 1973   | Европско првенство  | 2нд |     | 1ст |     | 2нд | 1ст | 2нд |     |
| 1973   | Универзитетске игре | 1ст | 1ст | 1ст | 1ст |     | 1ст |     |     |
| 1973   | СССР шампионат      | 1ст |     |     |     |     |     |     |     |
| 1974   | Светска првенства   | 2нд | 2нд |     | 2нд | 1ст | 2нд | 2нд |     |
| 1974   | СССР шампионат      | 1ст |     | 1ст | 1ст |     | 3рд | 1ст |     |
| 1974   | Куп СССР-а          | 1ст |     |     |     |     |     |     |     |
| 1975   | Светски куп         | 1ст |     | 2нд | 2нд |     |     | 1ст |     |
| 1975   | Европско првенство  | 1ст |     | 1ст | 2нд |     | 1ст | 1ст | 1ст |
| 1975   | СССР шампионат      |     |     | 1ст |     |     |     |     | 1ст |
| 1977   | Светски куп         | 1ст |     | 1ст |     | 1ст | 2нд | 1ст |     |
| 1978   | Светска првенства   | 1ст | 2нд |     |     | 1ст | 2нд | 2нд |     |
| 1978   | Куп СССР-а          | 3рд |     |     |     |     |     |     |     |
| 1979   | Светска првенства   |     | 1ст |     |     |     | 2нд |     |     |
| 1979   | СССР шампионат      | 3рд |     |     |     |     | 3рд |     |     |

## Признања инаграде
- Орден Лењина
- Орден части
- Орден рада Црвене заставе
- Медаља "За радну храброст"
- Лењин Комсомол Награда